# Posad-Pokrowske
Posad-Pokrowske (ukr. Посад-Покровське) – wieś na południu Ukrainy, w obwodzie chersońskim, w rejonie biłozerskim. Położona przy drodze międzynarodowej M14 między Chersoniem a Mikołajowem, przy granicy obwodu chersońskiego. 2 349 mieszkańców.

## Historia
Wieś założona w 1789 roku jako własność rosyjskiej admiralicji. W 1795 odnotowano tutaj 19 domostw zamieszkanych przez 91 mieszkańców. Alternatywne historyczne nazwy wsi: Pokrowskie, Kopani.